# أومونيا نيقوسيا

جماهير أومونيا يحتفلون بعد الفوز باللقب العشرين من الدوري القبرصي

نادي أومونيا نيقوسيا الرياضي (باليونانية: Αθλητικός Σύλλογος Ομόνοια Λευκωσίας) هو نادي كرة قدم قبرصي من العاصمة نيقوسيا يلعب في دوري الدرجة الأولى. تم تأسيس النادي في 4 يونيو 1948.

## وصلات خارجية
- الموقع الرسمي